# L’Express de Madagascar
L’Express de Madagascar – dziennik na Madagaskarze, wydawany od 1995 roku. Ukazuje się w języku francuskim, lecz publikuje również pewne treści w języku malgaskim.
Należy do głównych gazet kraju. Nakład wynosi 10 tys. egzemplarzy (2004).